# ALI PROJECT
ALI PROJECT（アリ・プロジェクト、蟻プロジェクト）は、宝野アリカ（ボーカル・作詞）と片倉三起也（キーボード・作曲・編曲）による日本の音楽ユニット。通称は「アリプロ」など。

## 概要

### 略歴
1984年：作詞家の松本一起が片倉三起也に宝野アリカを紹介する。
1985年：蟻プロジェクト（ありぷろじぇくと）として活動を開始する。
1986年：第1回サンチェーン・ミュージック・バトルロイヤルに参加する。細野晴臣特別賞を受賞する。
1987年：コンピレーション『SOME GIRLS - REBEL STREET IV』に参加。
1988年：アルバム『幻想庭園』でインディーズ・デビューする。
1992年：シングル『恋せよ乙女〜Love story of ZIPANG〜』で東芝EMIよりメジャー・デビューするとともにALI PROJECTに改名する。
1995年：東芝EMIとの契約が終了する。その後は特定のレコード会社とは契約していない（複数のレーベルに所属）。
1997年：渡辺剛が楽曲制作に初参加する。
2000年：過去に廃盤になったCDを再発するため、プライベートレーベルであるZAZOU Recordsを設立する。再発CDの他にオリジナル・アルバムとライブ・アルバムや宝野アリカ著書の歌詞集と童話集も販売していた。著書をZAZOU Recordsで購入すると、特典として宝野アリカの直筆サインが記載された。
2001年：シングル『コッペリアの柩』から、いわゆる「黒アリ」路線になる。
2002年：ストリングス楽曲中心の定期ライブである「月光ソワレ」が初開催される。
2003年：慶應義塾大学「情の技巧」特別講師として演奏講演。
2005年：アニメ「ローゼンメイデントロイメント」OP「聖少女領域」が、オリコン5位にランクインする。ブレイクの始まりである。
2007年：ZAZOU Recordsの運営終了が告知される。ベスト・アルバム「薔薇架刑」が、オリコンデイリーチャート3位にランクイン。アルバム『Grand Finale』のタイトルから活動休止するのではとの噂が立つも、月光ソワレにて活動休止ではないことを明言した。なお、月光ソワレは2007年で一区切りを打つ。
2008年：オフィシャルファンクラブ「アリプロマニア」が解体され「勇侠会」が新たに発足される。
2009年：EMIミュージック・ジャパンより『月下の一群』『DALI』『星と月のソナタ』が再発売される。また、オフィシャルファンクラブ「勇侠会」会員限定で、ZAZOU RecordsよりリリースされたCDなどが購入可能となる。
2010年：精力的にシングルやアルバムを発売する。以後2019年現在、ほぼ毎年オリジナルアルバムをリリースしツアーも行っている。
2020年：結成35周年を迎える。
2025年：結成40周年を迎える。

### 制作
作曲を片倉三起也、作詞を宝野アリカが手掛ける明確な分業制であるが、宝野が数フレーズだけ鼻歌で作曲に参加する事もある。なお曲から先に手がけ、詞をそれに合わせて制作する、というケースが多い。ALI PROJECTの楽曲は、シンセサイザーや打ち込みで構成されたリズム、旋律が中心の楽曲と、弦楽器によるストリングス中心の楽曲に大別され、作風の傾向によって「白アリ」「黒アリ」などの呼び分けがなされることも多い。近年のアニメに提供される楽曲には主に後者が見られ、オリジナルアルバムにおいては両者の傾向が混在する。近年はコードチェンジが非常に多く、初聴取時のインパクトを大きく狙うものがメインの作風といえ、この傾向はことにタイアップシングル曲に顕著である。旋法的にも増二度など、日本的な感性からは距離が見られ、強拍を強調する鋭角的なリズム語法・三連符の多用・半音進行の多用等も特色の一つといってもよい。
クラシックの引用や既存音源の借用はデビュー当初より行われている。カバーした楽曲の一例は以下の通りである。
- マリーゴールド・ガーデン[2]
- 遊蝶花ワルツ[3]
- Freak Out[4]

クラシックを引用した楽曲の一例は以下の通りである。
- 赤と黒[5]
- 勇侠青春謳[6]
- 密林ヨリ応答セヨ[7]

クラシックの既存録音音源をサンプリングした楽曲の一例は以下の通りである。
- 黒百合隠密カゲキダン[8][9]
- 卑弥呼外伝[10]
- 少女昆蟲記[11]

2007年以降、楽曲制作においてサンプル音源の利用が顕著となった。サンプル音源利用の一例は以下の通りである。
- CYBER DEVILS[12][13]
- 青空[14][15]
- 日出づる万國博覧会[16][17][18][19][20]

サンプル音源が楽曲の大半を占めるものの一例は以下の通りである。
- 真偽贋作博覧会TOUR 2012[21][22][23]
- 血と蜜 Gothic Horror編TOUR 2017[24]
- 喰らう女[25]
- 夜半曇天晴レテ月蒼シ[26][27][28]

その他楽曲のカバー、引用、借用、音源利用については楽曲毎のページに記載されている。
アニメ作品に楽曲を提供した場合はオリジナル・アルバムには収録せず、ベスト・アルバムの形式で発売している。また、近年は過去の発表曲をストリングス・アレンジしたアルバムをほぼ年一枚のコンスタントなペースで発表している。

### 音楽性
ジャンルについては公式HPにて「ダークなロック・官能ゴシック・妖しいロリータ・極上バラード・きらびやかでキュートなポップスから大和ロック・現代音楽」などと形容されており、時期にもよるがその振れ幅は広く、多彩なアプローチをとっている。
宝野アリカが高校生当時からロリータ・ファッションの愛好家であった事から、デビュー当時はゴシック・アンド・ロリータをモチーフにした優しく爽やかな世界観の楽曲が大部分を占めていたが、『コッペリアの柩』を機に段々とダークな雰囲気の楽曲が増加、現在では前者のタイプの楽曲はあまりみられなくなった。余談だが、音楽性の変化に伴って、宝野のファッションに対するアプローチも、ゴシック・アンド・ロリータから広義のゴシック全体、和モノ、エキゾティシズム、サイバー、デカダンスなどの意匠を取り込んだものへと変化している。
アメリカ文学研究者でSF評論家の巽孝之による『プログレッシヴ・ロックの哲学』という本にてアルバム『幻想庭園』が紹介されており、ALI PROJECTの公式サイト上で宝野アリカ自身はALI PROJECTがプログレッシブ・ロックであることが証明されたと語っている。

### 歌詞
宝野の歌詞は文語・漢語を主体とした硬質な響きを多用しており、頽廃・幻想・神話世界・世紀末・近未来／レトロフューチャー、エロティシズム、ヒロイズム、シノワズリなどの主題を好む傾向が強い。その蒼然とした言い回しそのものや宝野の擬古調・声楽調のヴォーカルとあいまって異彩を放っている。また宝野は自身が述べるように、三島由紀夫・中井英夫・澁澤龍彦・寺山修司・皆川博子・赤江瀑・倉橋由美子・服部まゆみ・久世光彦などの幻想・頽廃文学、映画などにも傾倒している。「月蝕グランギニョル」は中井英夫への密かなオマージュであると過去のブログで触れている。

## ディスコグラフィ

### シングル
|        | リリース日     | タイトル                                                                     | レーベル                         | 規格品番     | 規格品番                                              | 最高位                                                | 収録アルバム                                          |
| 初回盤 | リリース日     | タイトル                                                                     | レーベル                         | 通常盤       |                                                       | 最高位                                                | 収録アルバム                                          |
| ------ | -------------- | ---------------------------------------------------------------------------- | -------------------------------- | ------------ | ----------------------------------------------------- | ----------------------------------------------------- | ----------------------------------------------------- |
|        | 1988年7月25日  | フラワーチャイルド (蟻プロジェクト名義)                                      | ポリドール                       |              | VTDL-10832 (LP)                                       |                                                       | 幻想庭園[+1]                                          |
| 1st    | 1992年7月7日   | 恋せよ乙女〜Love story of ZIPANG〜                                           | 東芝EMI                          | TODT-2875    | 月下の一群                                            |                                                       |                                                       |
| 2nd    | 1993年6月9日   | 嵐ヶ丘                                                                       | 東芝EMI                          | TODT-3042    | DALI                                                  |                                                       |                                                       |
| 3rd    | 1994年1月19日  | ヴェネツィアン・ラプソディー                                                 | 東芝EMI                          | TODT-3158    | DALI                                                  |                                                       |                                                       |
| 4th    | 1995年10月18日 | 雨のソナタ〜La Pluie〜                                                       | 東芝EMI                          | TODT-3583    | 星と月のソナタ                                        |                                                       |                                                       |
| 5th    | 1996年7月1日   | 星月夜〜ルシファー第四楽章〜                                                 | ポリドール                       | PODX-1012    | 快恠奇奇 ALI PROJECT Ventennale Music, Art Exhibition |                                                       |                                                       |
| 5th    | 2004年12月25日 | 星月夜 SEIGETSUYA                                                            | ZAZOU Records                    | ZZCA-2009    | 快恠奇奇 ALI PROJECT Ventennale Music, Art Exhibition |                                                       |                                                       |
| 6th    | 1996年12月4日  | Wish                                                                         | Victor                           | VIDL-10832   | COLLECTION SIMPLE PLUS                                |                                                       |                                                       |
| 7th    | 1997年5月21日  | ピアニィ・ピンク                                                             | Victor                           | VIDL-30024   | COLLECTION SIMPLE PLUS                                |                                                       |                                                       |
| 8th    | 1998年10月21日 | LABYRINTH                                                                    | 日本コロムビア                   | CODA-1635    | Noblerot                                              |                                                       |                                                       |
| 9th    | 2001年5月23日  | コッペリアの柩（Noir Ver.）                                                  | Victor                           | VICL-35258   | 72位                                                  | COLLECTION SIMPLE PLUS                                |                                                       |
|        | 2001年9月21日  | コッペリアの柩 (Hyper Remix version)/コッペリアの柩 (Original Album Version) | プライエイド                     | AECP1005     |                                                       | Aristocracy                                           |                                                       |
| 10th   | 2003年11月5日  | 月蝕グランギニョル                                                           | Victor                           | VICL-35577   | 26位                                                  | COLLECTION SIMPLE PLUS                                |                                                       |
| 11th   | 2004年8月25日  | pastel pure                                                                  | フロンティアワークス             | FCCM-0052    | 46位                                                  | 快恠奇奇 ALI PROJECT Ventennale Music, Art Exhibition |                                                       |
| 12th   | 2004年10月22日 | 禁じられた遊び                                                               | オンザラン                       | LHCM-1001    | 40位                                                  | 薔薇架刑                                              |                                                       |
| 13th   | 2005年6月8日   | 阿修羅姫                                                                     | オンザラン                       | LHCM-1009    | 23位                                                  | 薔薇架刑                                              |                                                       |
| 14th   | 2005年10月26日 | 聖少女領域                                                                   | オンザラン                       | LHCM-1014    | 6位                                                   | 薔薇架刑                                              |                                                       |
| 15th   | 2006年5月24日  | 亡國覚醒カタルシス                                                           | Victor                           | VICL-36089   | 9位                                                   | 桂冠詩人 SINGLE COLLECTION PLUS                       |                                                       |
| 16th   | 2006年10月25日 | 勇侠青春謳                                                                   | Victor                           | VICL-36168   | 14位                                                  | 桂冠詩人 SINGLE COLLECTION PLUS                       |                                                       |
| 17th   | 2006年12月6日  | 薔薇獄乙女                                                                   | Mellow Head                      | LHCM-1025    | 11位                                                  | 薔薇架刑                                              |                                                       |
| 18th   | 2007年5月23日  | 暗黒天国                                                                     | Mellow Head                      | LHCM-1031    | 15位                                                  | La Vita Romantica                                     |                                                       |
| 19th   | 2007年6月13日  | 跪いて足をお嘗め                                                             | Mellow Head                      | LHCM-1033    | 10位                                                  | La Vita Romantica                                     |                                                       |
| 20th   | 2008年1月23日  | コトダマ                                                                     | Mellow Head                      | LHCM-1039    | 15位                                                  | La Vita Romantica                                     |                                                       |
| 21st   | 2008年7月30日  | わが﨟たし悪の華                                                             | FlyingDog                        | VTCL-35035   | 9位                                                   | 桂冠詩人 SINGLE COLLECTION PLUS                       |                                                       |
| 22nd   | 2008年11月19日 | 鬼帝の剣                                                                     | FlyingDog                        | VTCL-35050   | 9位                                                   | 桂冠詩人 SINGLE COLLECTION PLUS                       |                                                       |
| 23rd   | 2009年1月21日  | 裸々イヴ新世紀                                                               | Mellow Head                      | LHCM-1048    | 9位                                                   | La Vita Romantica                                     |                                                       |
| 24th   | 2009年5月27日  | 地獄之門                                                                     | GloryHeaven                      | LASM-34013/4 | LASM-4013                                             | La Vita Romantica                                     | 16位                                                  |
| 25th   | 2009年8月19日  | 戦慄の子供たち                                                               | GloryHeaven                      |              | LASM-4020                                             | La Vita Romantica                                     | 23位                                                  |
| 26th   | 2009年10月21日 | 堕天國宣戦                                                                   | Mellow Head                      | LHCM-1070    | 19位                                                  | QUEENDOM                                              |                                                       |
| 27th   | 2010年7月14日  | 亂世エロイカ                                                                 | Mellow Head                      | LHCM-1078    | 20位                                                  | QUEENDOM                                              |                                                       |
| 28th   | 2010年8月25日  | 刀と鞘                                                                       | GloryHeaven                      | LASM-34065/6 | LASM-4065                                             | QUEENDOM                                              | 27位                                                  |
| 29th   | 2012年1月25日  | 凶夢伝染                                                                     | ランティス                       | LACM-34893   | LACM-4893                                             | 16位                                                  | 快恠奇奇 ALI PROJECT Ventennale Music, Art Exhibition |
| 30th   | 2013年7月24日  | 私の薔薇を喰みなさい                                                         | ランティス                       | LACM-34108   | LACM-14108                                            | 20位                                                  | 血と蜜～Anthology of Gothic Lolita & Horror           |
| 31st   | 2015年10月21日 | 波羅蜜恋華                                                                   | FlyingDog                        | VTZL-103     | VTCL-35219                                            | 32位                                                  |                                                       |
| 32nd   | 2017年3月29日  | 卑弥呼外伝                                                                   | ランティス                       | LACM-14581   | LACM-14582                                            | 33位                                                  |                                                       |
|        | 2020年5月13日  | 時空の迷い人 （デーモン閣下×宝野アリカ 名義）                                | FlyingDog                        | VTCL-35316   |                                                       | 8位                                                   |                                                       |
| 33rd   | 2021年10月20日 | 緋ノ月                                                                       | ランティス                       | LACM-34176   | LACM-24176                                            | 25位                                                  |                                                       |
| 34th   | 2022年12月14日 | 誰ソ彼パピヨン回廊                                                           | FlyingDog                        |              |                                                       |                                                       |                                                       |
| 35th   | 2023年7月8日   | 爆烈勇侠外伝                                                                 | バンダイナムコミュージックライブ |              |                                                       |                                                       |                                                       |

### アルバム

#### オリジナル・アルバム
|                | リリース日     | タイトル                      | レーベル                         | 規格品番     | 規格品番   | 最高位 |
| 初回盤         | リリース日     | タイトル                      | レーベル                         | 通常盤       |            | 最高位 |
| -------------- | -------------- | ----------------------------- | -------------------------------- | ------------ | ---------- | ------ |
|                | 1988年1月25日  | 幻想庭園 (蟻プロジェクト名義) | ポリドール                       |              | H33W-20004 |        |
| 1996年11月11日 | 幻想庭園 [+1]  | PROP-FIZZ.                    | PFR-6020                         |              |            |        |
| 2002年9月1日   | 幻想庭園       | ZAZOU Records                 | ZZXA-2007 ZZCA-2007              |              |            |        |
| 1st            | 1992年12月9日  | 月下の一群                    | 東芝EMI                          | TOCT-6808    |            |        |
| 1st            | 2000年2月14日  | 月下の一群                    | ZAZOU Records                    | ZZCA-2002    |            |        |
| 1st            | 2009年6月24日  | 月下の一群                    | EMIミュージックジャパン          | TOCT-11247   | 100位      |        |
| 2nd            | 1994年2月16日  | DALI                          | 東芝EMI                          | TOCT-8296    |            |        |
| 2nd            | 2000年5月8日   | DALI                          | ZAZOU Records                    | ZZCA-2003    |            |        |
| 2nd            | 2009年6月24日  | DALI                          | EMIミュージックジャパン          | TOCT-11248   | 110位      |        |
| 3rd            | 1995年12月6日  | 星と月のソナタ                | 東芝EMI                          | TOCT-9273    |            |        |
| 3rd            | 2009年6月24日  | 星と月のソナタ                | EMIミュージックジャパン          | TOCT-11249   | 112位      |        |
| 4th            | 1998年11月21日 | Noblerot                      | 日本コロムビア                   | COCP-50006   |            |        |
| 5th            | 2001年4月25日  | Aristocracy                   | 徳間ジャパンコミュニケーションズ | TKCU-77082   |            |        |
| 6th            | 2002年7月24日  | EROTIC&HERETIC                | Victor Entertainment             | VICL-60903   |            |        |
| 7th            | 2005年6月22日  | Dilettante                    | 徳間ジャパンコミュニケーションズ | TKCU-77126   | 116位      |        |
| 8th            | 2007年8月22日  | Psychedelic Insanity          | 徳間ジャパンコミュニケーションズ | TKCU-77129   | 20位       |        |
| 9th            | 2008年8月27日  | 禁書                          | 徳間ジャパンコミュニケーションズ | TKCU-77132   | 14位       |        |
| 10th           | 2009年8月26日  | Poison                        | 徳間ジャパンコミュニケーションズ | TKCU-77133   | 18位       |        |
| 11th           | 2010年9月29日  | 汎新日本主義                  | 徳間ジャパンコミュニケーションズ | TKCU-77135/6 | TKCU-77137 | 14位   |
| 12th           | 2012年7月18日  | 贋作師                        | 徳間ジャパンコミュニケーションズ |              | TKCU-77139 | 27位   |
| 13th           | 2013年9月11日  | 令嬢薔薇図鑑                  | 徳間ジャパンコミュニケーションズ | TKCU-73963   | 22位       |        |
| 14th           | 2014年8月27日  | 流行世界                      | 徳間ジャパンコミュニケーションズ | TKCU-78101   | TKCU-78102 | 23位   |
| 15th           | 2015年9月9日   | 快楽のススメ                  | 徳間ジャパンコミュニケーションズ | TKCU-78104   | TKCU-78105 | 21位   |
| 16th           | 2016年8月24日  | A級戒厳令                     | 徳間ジャパンコミュニケーションズ | TKCU-78106   | TKCU-78107 | 19位   |
| 17th           | 2018年7月25日  | 芸術変態論                    | 徳間ジャパンコミュニケーションズ | TKCU-78108   | TKCU-78109 | 34位   |
| 18th           | 2019年8月28日  | Fantasia                      | 徳間ジャパンコミュニケーションズ | TKCU-78110   | TKCU-78111 | 22位   |
| 19th           | 2020年7月29日  | 人生美味礼讃                  | 徳間ジャパンコミュニケーションズ | TKCU-78112   | TKCU-78113 | 16位   |
| 20th           | 2021年12月22日 | Belle Époque                  | 徳間ジャパンコミュニケーションズ | TKCU-78114   | TKCU-78115 | 53位   |
| 21st           | 2023年2月22日  | 天気晴朗ナレドモ波高シ        | 徳間ジャパンコミュニケーションズ | TKCU-78120   | TKCU-78125 | 27位   |
| 22nd           | 2024年6月25日  | 若輩者                        | 徳間ジャパンコミュニケーションズ | TKCU-78130   | TKCU-78140 | 30位   |
| 23rd           | 2025年10月15日 | Underground Insanity          | 徳間ジャパンコミュニケーションズ | TKCU-78141   | TKCU-78142 |        |

#### ストリングス・アルバム
|     | リリース日     | タイトル          | レーベル                         | 規格品番   | 最高位 |
| --- | -------------- | ----------------- | -------------------------------- | ---------- | ------ |
| 1st | 2003年4月23日  | 月光嗜好症        | ATMARK CORPORATION               | AECP-1008  |        |
| 2nd | 2004年6月23日  | エトワール        | 徳間ジャパンコミュニケーションズ | TKCU-72691 |        |
| 3rd | 2005年12月7日  | 神々の黄昏        | 徳間ジャパンコミュニケーションズ | TKCU-77127 | 79位   |
| 4th | 2006年12月6日  | Romance           | 徳間ジャパンコミュニケーションズ | TKCU-77128 | 39位   |
| 5th | 2007年12月12日 | Grand Finale      | 徳間ジャパンコミュニケーションズ | TKCU-77130 | 34位   |
| 6th | 2010年3月17日  | Gothic Opera      | 徳間ジャパンコミュニケーションズ | TKCU-77134 | 37位   |
| 7th | 2011年6月29日  | Les Papillons     | 徳間ジャパンコミュニケーションズ | TKCU-77138 | 28位   |
| 8th | 2015年1月21日  | Violetta Operetta | 徳間ジャパンコミュニケーションズ | TKCU-78103 | 41位   |

#### ミニ・アルバム
|     | リリース日     | タイトル     | レーベル      | 規格品番  |
| --- | -------------- | ------------ | ------------- | --------- |
| 1st | 1999年12月24日 | Alipro Mania | ZAZOU Records | ZZCA-2001 |
| 2nd | 2001年7月25日  | CLASSICS     | ZAZOU Records | ZZCA-2006 |

#### ベスト・アルバム
|        | リリース日     | タイトル                                              | レーベル      | 規格品番   | 規格品番     | 最高位 |
| 初回盤 | リリース日     | タイトル                                              | レーベル      | 通常盤     |              | 最高位 |
| ------ | -------------- | ----------------------------------------------------- | ------------- | ---------- | ------------ | ------ |
| 1st    | 2000年8月4日   | jamais vu                                             | ZAZOU Records |            | ZZCA-2004    |        |
| 2nd    | 2006年3月8日   | Deja Vu 〜THE ORIGINAL BEST 1992-1995〜               | 東芝EMI       | TOCT-25923 | 78位         |        |
| 3rd    | 2006年7月26日  | COLLECTION SIMPLE PLUS                                | Victor        | VIZL-198   | VICL-61999   | 7位    |
| 4th    | 2007年4月4日   | 薔薇架刑                                              | Mellow Head   | LHCA-35070 | LHCA-5070    | 5位    |
| 5th    | 2008年12月10日 | 桂冠詩人 SINGLE COLLECTION PLUS                       | FlyingDog     | VTZL-6     | VTCL-60080   | 8位    |
| 6th    | 2010年1月13日  | La Vita Romantica                                     | Mellow Head   | LHCA-35112 | LHCA-5112    | 12位   |
| 7th    | 2011年5月25日  | QUEENDOM                                              | Mellow Head   | LHCA-35127 | LHCA-5127    | 14位   |
| 8th    | 2013年2月20日  | 快恠奇奇 ALI PROJECT Ventennale Music, Art Exhibition | FlyingDog     | VTZL-59    | VTCL-60336/7 | 22位   |
| 9th    | 2017年6月17日  | 血と蜜〜Anthology of Gothic Lolita & Horror           | ランティス    |            | LACA-9514/5  | 41位   |
| 10th   | 2017年9月27日  | 愛と誠〜YAMATO & LOVE×××                              | FlyingDog     | VTZL-133   | VTCL-60455/6 | 42位   |

#### インストゥルメンタル・アルバム
|     | リリース日   | タイトル | レーベル                         | 規格品番   | 最高位 |
| --- | ------------ | -------- | -------------------------------- | ---------- | ------ |
| 1st | 2014年3月5日 | 絶対音楽 | 徳間ジャパンコミュニケーションズ | TKCU-78100 | 84位   |

#### ライブ・アルバム
|     | リリース      | タイトル                      |
| --- | ------------- | ----------------------------- |
| 1st | 2004年1月25日 | 月光嗜好症GIG Alipro-Mania II |

### サウンドトラック
| タイトル                                                                                     | リリース日     | レーベル                         | 規格品番      |
| -------------------------------------------------------------------------------------------- | -------------- | -------------------------------- | ------------- |
| 緑山高校甲子園編 オリジナルサウンドトラック                                                  | 1995年12月6日  | 東芝EMI（ユーメックス）          | TYCY-5457     |
| *オープニング主題歌「ストロベリーパイをお食べ」収録                                          |                |                                  |               |
| エコエコアザラクII -BIRTH OF THE WIZARD-                                                     | 1996年8月1日   | POLYDOR                          | POCX-1047     |
| *「SEIGETU-YA 星月夜 〜ルシファー第四楽章〜」収録                                            |                |                                  |               |
| music tracks from Wish                                                                       | 1997年2月5日   | Victor                           | VICL-2181     |
| *イメージソング「エンジェル・エッグの作り方〜for Ruri & Hari〜」「Sanctuary」「Chu Chu」収録 |                |                                  |               |
| CLAMP学園探偵団 オリジナル・サウンドトラック1                                                | 1997年6月21日  | Victor                           | VICL-60046    |
| *「ピアニィ・ピンク」「月夜のピエレット」「Water Drop」収録                                  |                |                                  |               |
| CLAMP学園探偵団 オリジナル・サウンドトラック2                                                | 1997年10月22日 | Victor                           | VICL-60060    |
| *「ぶくぶく空が」「カフェテラスでお茶をどうぞ」「L'eternite」「愛だけじゃない」収録          |                |                                  |               |
| 聖ルミナス女学院2 オリジナルサウンドトラック                                                 | 1998年11月25日 | パイオニアLDC                    | PICA-1175     |
| Avenger O.S.T.                                                                               | 2003年12月3日  | Victor                           | VICL-61218    |
| *挿入歌「MOTHER」「少女殉血」「繭」「地獄の季節」収録                                        |                |                                  |               |
| マリア様がみてる〜春〜サウンドトラック                                                       | 2004年9月24日  | フロンティアワークス             | FCCM-0053     |
| *「pastel pure(vocal version)(Short mix)」収録                                               |                |                                  |               |
| .hack//Roots O.S.T.                                                                          | 2006年6月28日  | Victor                           | VICL-61989    |
| *挿入歌「GOD DIVA」「In The World」「白堊病棟」「殉教者の指」収録                            |                |                                  |               |
| .hack//Roots O.S.T.2                                                                         | 2006年9月21日  | Victor                           | VICL-62089    |
| *挿入歌「KING KNIGHT」「埋葬の森の黄昏坂」「汚れなき悪意」収録                               |                |                                  |               |
| ポップンミュージック 14 FEVER! オリジナルサウンドトラック                                    | 2006年10月27日 | コナミデジタルエンタテインメント | LC1495 - 1497 |
| * 「愛と誠」（ゲーム用短縮バージョン）収録                                                   |                |                                  |               |
| マリア様がみてる 3rdシーズン サウンドトラック                                                | 2007年3月28日  | フロンティアワークス             | FCCM-0174     |
| * 宝野は不参加                                                                               |                |                                  |               |
| 怪物王女 オリジナル・サウンドトラック Sympathy for the Belonephobia                          | 2007年10月3日  | Mellow Head                      | LHCA-5077     |
| * 挿入歌「王的血族」「逢魔ヶ恋」収録                                                         |                |                                  |               |
| ポップンミュージック 17 THE MOVIE オリジナルサウンドトラック                                 | 2009年7月24日  | コナミデジタルエンタテインメント | LC1773/4      |
| * 「暗黒サイケデリック」（ゲーム用短縮バージョン）収録                                       |                |                                  |               |

### 参加作品
- SOME GIRLS - REBEL STREET IV
  - 1987年4月25日発売 / 徳間ジャパン
    - 「桜の花は乱れ咲き」収録
- CLAMP学園探偵団 Vocal Collection
  - 1997年12月17日発売 / Victor
    - 日曜日のシエスタ
    - カフェテラスでお茶をどうぞ
      - イントロにZERO-Gのソフト音源『UPFRONT LEAD GUITAR』が利用されている。
- MACROSS THE TRIBUTE
  - 2002年11月7日発売 / Victor
    - 私の彼はパイロット
- 奇鋼仙女ロウラン　オリジナルサウンドトラック2 孤高 -solitude-
  - 2003年5月21日発売 / キングレコード
    - 02 孤高の時代
      - 作詞 纐纈かな 作編曲 片倉三起也 vocal 今野宏美

    - 03 蜻蛉
      - 作詞 鈴木利宗 作編曲 片倉三起也 vocal 本宮麻衣香
      - 音源は2005年6月22日リリース『Dilettante』の緋紅的牡丹に流用されている。

    - 12 月影ノ砂漠
      - 作詞 宝野アリカ 作編曲 片倉三起也 vocal 本宮麻衣香

    - 16 道標
      - 作詞 稲葉エミ 作編曲 片倉三起也 vocal 今野宏美
- 刀語 歌曲集 其ノ壱
  - 2011年3月2日発売 / GloryHeaven
    - 雪ノ女
- Heart of Magic Garden
  - 2012年6月27日発売 / Lantis
    - 聖少女領域

### 映像作品
| タイトル                                          | リリース日     | レーベル                         | 規格品番  | 形態 | 最高位 |
| ------------------------------------------------- | -------------- | -------------------------------- | --------- | ---- | ------ |
| 蟻プロジェクト198824                              | 2000年3月3日   | ZAZOU Records                    | ZZVS-01   | VHS  |        |
| 月光ソワレ                                        | 2008年3月26日  | 徳間ジャパンコミュニケーションズ | TKBA-1114 | DVD  | 65位   |
| 禁書発禁 Live@NHKホール 2008.10.3                 | 2009年1月21日  | 徳間ジャパンコミュニケーションズ | TKBA-1122 | DVD  | 39位   |
| TOUR'09 POISON 〜毒を食らわば皿まで〜             | 2010年1月20日  | 徳間ジャパンコミュニケーションズ | TKBA-1133 | DVD  | 25位   |
| 月光ソワレVI 〜Gothic Opera〜                     | 2010年7月14日  | 徳間ジャパンコミュニケーションズ | TKBA-1139 | DVD  | 34位   |
| TOUR 2010 汎新日本主義                            | 2011年2月9日   | 徳間ジャパンコミュニケーションズ | TKBA-1142 | DVD  | 37位   |
| TOUR 2012 真偽偽物博覧会                          | 2013年1月9日   | 徳間ジャパンコミュニケーションズ | TKBA-1164 | DVD  | 38位   |
| TOUR 2013 令嬢薔薇図鑑顧客閲覧会                  | 2013年12月11日 | 徳間ジャパンコミュニケーションズ | TKBA-1179 | DVD  | 60位   |
| ALI PROJECT 2014 流行世界感染TOUR                 | 2014年12月10日 | 徳間ジャパンコミュニケーションズ | TKBA-1214 | DVD  | 67位   |
| 月光ソワレVIII 〜Violetta Operetta〜              | 2015年5月20日  | 徳間ジャパンコミュニケーションズ | TKBA-1227 | DVD  | 56位   |
| TOUR 2016 『A級戒厳令』〜従わざるもの喰うべからず | 2016年12月21日 | 徳間ジャパンコミュニケーションズ | TKBA-1241 | DVD  | 135位  |

### その他
- 敏感少女[32]
  - 小野由美が1990年9月25日にリリースしたシングル『バイ・バイ・ブルーボーイ』のB面に収録された楽曲。
- やすらかなこころになるためのアダージョ
  - 2018年の勇侠園遊会参加者に配布された限定CDに収録されている楽曲。
- 消えゆく世界のためのファンタジー
  - 2019年の勇侠園遊会参加者に配布された限定CDに収録されている楽曲。
  - PRIME LOOPSのソフト音源『ORCHESTRAL SCORES』より「Contemplation[33]」「Depth Of The Ghetto[34]」が利用されている。
- Class A Hit Parade OP
  - ALI PROJECT 2021 新春A級ヒットパレード Special CDに収録されている楽曲。
- 小組曲 「おきがえダンス」
  - ALI PROJECT 2021 新春A級ヒットパレード Special CDに収録されている楽曲。
  - BIG FISH AUDIOのソフト音源『CINEMATIC ORCHESTRAL THEMES』より「Pastoral1[35]」が利用されている。
  - FUNCTION LOOPSのソフト音源『PREMIUM CINEMATIC』が利用されている。
- 若菜色連恋
  - スマスロ コードギアス 反逆のルルーシュ／復活のルルーシュへ提供された楽曲。2024年2月5日にバンダイナムコミュージックライブより配信限定でリリースされた。
  - 『コードギアス 反逆のルルーシュ』の登場人物である『C.C』のキャラクターソング。
  - イントロにカール・ジェンキンスの『弦楽のための合奏協奏曲《パラディオ》（英語版）』の第1楽章が引用されている。
  - サビ、間奏にMAINROOM WAREHOUSEのサンプル音源『EPIC CINEMATIC ANTHEMS』より「In The Name Of The King」が利用されている。
- 必殺紅蓮娘
  - スマスロ コードギアス 反逆のルルーシュ／復活のルルーシュへ提供された楽曲。2024年2月5日にバンダイナムコミュージックライブより配信限定でリリースされた。
  - 『コードギアス 反逆のルルーシュ』の登場人物である『紅月カレン』のキャラクターソング。
  - アウトロに「SENGOKU GIRL」間奏の音源が流用されている。
  - イントロにBIG FISH AUDIOのサンプル音源『Rebel: Modern Punk Rock』より「16 172 Am Rumble」が利用されている。その他、間奏に同音源より「14 165 Dm Sucker」が利用されている。

## 楽譜
- やさしいピアノ・ソロ ALI PROJECT
  - 2008年9月12日発売 / シンコーミュージック・エンタテイメント
- やさしいピアノ・ソロ ALI PROJECT Vol.2
  - 2009年8月31日発売 / シンコーミュージック・エンタテイメント

## 引用
楽曲の一部フレーズにはクラシックが引用されている。引用されている作曲家は以下の通りである。
- アルバート・ケテルビー
- ヴォルフガング・アマデウス・モーツァルト
- フレデリック・ショパン
- フランツ・シューベルト
- グスタフ・マーラー
- イサーク・アルベニス
- エリック・サティ
- ミハイル・グリンカ
- レオシュ・ヤナーチェク
- カール・アマデウス・ハルトマン
- エンリケ・グラナドス
- ジャック・イベール
- アンリ・デュティユー
- セルゲイ・ラフマニノフ
- フェリックス・メンデルスゾーン
- バルトーク・ベーラ
- イーゴリ・ストラヴィンスキー
- ベドルジハ・スメタナ
- レオポルド・ゴドフスキー
- モーリッツ・モシュコフスキ
- エルネスト・レクオーナ
- ゲオルギー・スヴィリードフ
- ピョートル・チャイコフスキー
- ヨハネス・ブラームス
- フランシス・プーランク
- ヘンリク・グレツキ
- ジョージ・アンタイル
- クロード・ドビュッシー
- カロル・シマノフスキ
- フィリップ・グラス
- アレクサンドル・スクリャービン
- カール・ジェンキンス
- ヤニス・クセナキス
- ヴィトルト・ルトスワフスキ
- セルゲイ・プロコフィエフ
- ルートヴィヒ・ヴァン・ベートーヴェン
- エドヴァルド・グリーグ
- ジャコモ・プッチーニ
- ピエトロ・マスカーニ
- ルッジェーロ・レオンカヴァッロ
- スティーブ・ライヒ
- リヒャルト・ワーグナー
- ジョージ・ガーシュウィン
- ミシェル・ローラン
- サルヴァトーレ・カルディッロ
- アレッサンドロ・スカルラッティ
- ヨハン・ゼバスティアン・バッハ
- エマニュエル・シャブリエ
- アストル・ピアソラ
- ホアキン・トゥリーナ
- フランチェスコ・パオロ・トスティ
- オットー・ボルグマン
- スティーヴン・ライニキー
- ガブリエル・フォーレ
- アントニオ・カルダーラ
- ガエターノ・ドニゼッティ
- ロベルト・シューマン
- ゲオルク・フリードリヒ・ヘンデル
- ジャン・シベリウス
- ジョン・アイアランド
- クリストフ・ヴィリバルト・グルック
- アルフレート・シュニトケ
- ジュール・マスネ
- エフゲニー・スヴェトラーノフ
- ティヴィダール・ナシェ
- 武満徹
- ニコロ・パガニーニ
- ルイス・モロー・ゴットシャルク
- アナトーリ・リャードフ
- 坂本龍一
- ベンジャミン・リース
- ソフィア・グバイドゥーリナ
- ブルース・ウォロソフ
- ジョン・コリリアーノ
- ジェファーソン・フリードマン
- バーナード・ハーマン
- セルゲイ・リャプノフ